# Kłodzisko
Kłodzisko – wieś sołecka w Polsce położona w województwie wielkopolskim, w powiecie szamotulskim, w gminie Wronki, przy drodze wojewódzkiej nr 182.
Wieś szlachecka Kłodzieisko położona była w 1580 roku w powiecie poznańskim województwa poznańskiego. W latach 1975–1998 miejscowość administracyjnie należała do województwa pilskiego.
Wzmiankowana po raz pierwszy w 1388 r. Własność szlachecka. Od XVIII w. należała do Kwileckich z pobliskiego Wróblewa. Leśniczówka Kłodzisko położona jest nad niewielkim hodowlanym jeziorem Kupiszewo (10 ha). W 1975 r. odkryto we wsi 2 groby z okresu kultury łużyckiej.